# منطقه ساگارماسا
منطقه ساگارماسا (به لاتین: Sagarmatha Zone) یک منطقهٔ مسکونی در نپال است که در Eastern Development Region واقع شده‌است.